# Ford Crown Victoria
A Ford Crown Victoria (vagy becenevén Crown Vic) egy hátsókerék-meghajtúsú nagyautó, melyet a Ford Motor Company gyártott 1991 és 2011 között. A "Crown Victoria" nevet először a Ford Fairlane 1955 és 1956 között gyártott kétajtós változata viselte, majd a Ford LTD-ből kialakult Ford LTD Crown Victoria. az önálló Crown Victoria 1991-ben jelent meg és Kanadában, a Ford St. Thomas nevű üzemében gyártották egészen 2011-ig.
A Crown Victoria a Ford Panther nevű alvázára épült, csakúgy, mint a Mercury Grand Marquis és a Lincoln Town Car és hajtáslánca, valamint felfüggesztése bizonyos elemein is osztozott az említett modellekkel. A Crown Victoria volt az utolsó alvázas építésű, hátsókerék-meghajtású személyautó, mely Észak-Amerikában készült. Tartóssága és nagy méretei miatt az autó nagy népszerűségnek örvendett a flottavásárlók körében, gyakran alkalmazták és alkalmazzák őket ma is taxiként vagy rendőrautóként.

## 1955–1956

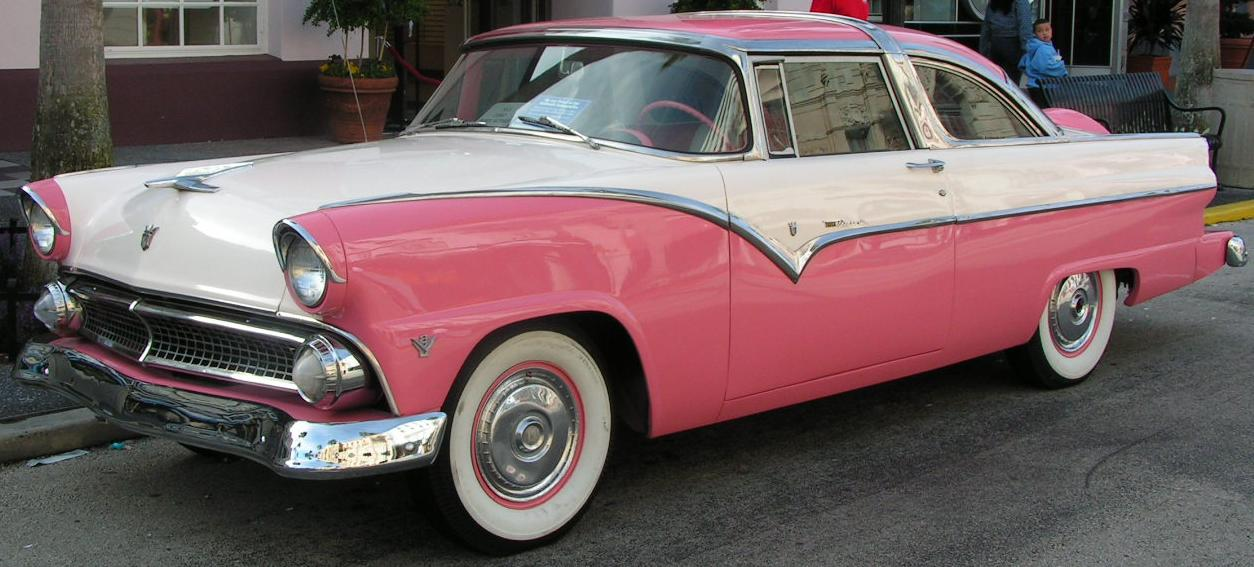
1955-ös Ford Crown Victoria

A Crown Victoria nevet először egy kétajtós, hatszemélyes kupé viselte, mely a Ford Fairlane-sorozat tagja volt. Abban különbözött a hagyományos Victoriától – mely egy szekérfajta után kapta a nevét -, hogy B-oszlopának vonalában egy rozsdamentes acélsáv futott végig a tetején, ezzel "megkoronázva" (a "crown" angolul koronát jelent) az autót. Ezt a változatot 1955 és 1956 között gyártották. Az 1956-os változat volt az egyik első kocsi, melyben megtalálható volt a Ford Lifeguard nevű biztonsági csomagja.
Létezett egy Ford Crown Victoria Skyliner nevű változat is, melyen a tető első része plexiüvegből készült. Ez azonban nem aratott túl nagy sikert, különösen a melegebb éghajlatú déli államokban, hiszen hamar felmelegedett a kocsi utastere és sem árnyékoló, sem légkondicionáló berendezés nem volt benne. Ezekből csak néhány készült és a legtöbbjük időközben Svédországba került, ahol az időjárás miatt jobban használhatók voltak.

## LTD Crown Victoria

### 1979–1980
Fő riválisát, a Chevrolet Caprice-t két év lemaradással követve 1979-ben a Ford LTD méretei is csökkentek. Ez azt jelentette, hogy 381 milliméterrel rövidebb lett, mint az 1978-as változat és 254 milliméterrel rövidebb, mint az LTD II. Az újratervezett kocsi a Ford Panther nevű alvázára épült, a kisebb szélesség, hosszúság és súly miatt az autó jobban kezelhető és könnyebben manőverezhető lett, ami a korábbi LTD modellek egyik nagy hiányossága volt. Ezzel együtt az autó futásteljesítménye és fogyasztása is javult a változtatásoknak köszönhetően. Mivel a Panther-alváz lehetővé tette a jobb helykihasználást, a belsőtér méreteit nem kellett csökkenteni.
A Ford LTD eredetileg egy 4,9 literes és egy 5,8 literes V8-as motorral volt kapható. A leggazdagabb felszereltségű változat neve LTD Landau volt, de ez 1980-ban az LTD Crown Victoria elnevezés váltotta. Csakúgy, mint az 1950-es évekbeli Crown Victoria esetén, ennek a tetején is keresztülfutott egy rozsdamentes acélcsík a B-oszlop vonalában. 1981 és 1982 között az autó kapható volt egy 4,2 literes V8-as motorral is. Ez és az eggyel nagyobb 4,9 literes is változtatható torokméretű karburátorral készült, mely lehetővé tette a korábbi adatokhoz képest baráti, 11 literes fogyasztást. Ennél a rendszernél azonban komoly hátrány volt az összetettség és mozgó alkatrészek gyors kopása, ami miatt 110 ezer kilométerenként teljes körű felújításra szorultak. Az 1979 és 1980 között készült LTD-két többnyire háromsebességes automata sebességváltóval szerelték, de rendelhetők voltak négysebességes automatával is.

### 1983–1991

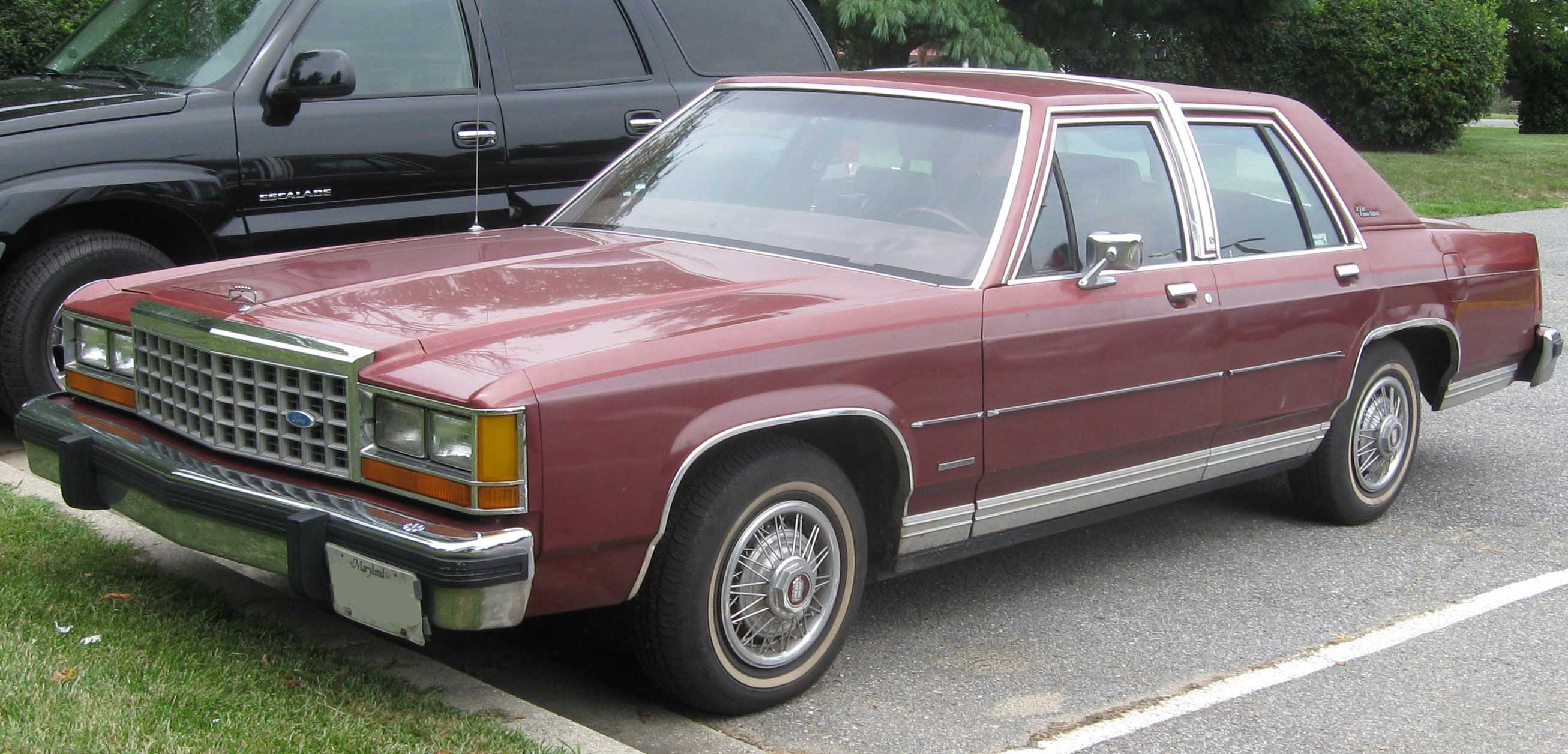
1983 utáni Ford LTD Crown Victoria

1983-ban az LTD-ből két különböző modell alakult ki. A Ford LTD nevű változat még kisebb lett és a Granada utódjává vált, míg a másik megtartotta elődje méreteit és LTD Crown Victoria néven önálló modellé vált. Csakúgy, mint a későbbi Crown Victoriákból, ezekből is gyakran készültek rendőrségi változatok. A hagyományos verzióba 5,0 literes injektoros V8-as motor került, míg a rendőrségibe 5,8 literes, változtatható torokméretű karburátorral ellátott V8-as. Az autó kombi karosszériával is kapható volt, az egyszínűre fényezett darabok neve LTD Crown Victoria maradt, de voltak faberakással díszített változatok is, ezek a Country Squire nevet kapták.
Az 1980-as évek során az LTD Crown Victoria több komolyabb változáson is átesett. 1983-ban központi üzemanyag-befecskendezéses, 5,0 liter-es V8-as motor került az újonnan bemutatott modellbe. Ezeket könnyű felismerni a sárvédőn elhelyezett "Electric Fuel Injection" (elektromos üzemanyag-befecskendezés) feliratról. 1986-ban megjelent a modernebb, szekvenciális üzemanyag-befecskendezéses változat, ezzel együtt a felirat is eltűnt a sárvédőről. 1987-ben befejeződött a kétajtós szedán verzió gyártása. Az LTD Crown Victoria testvérmodelljével, a Mercury Grand Marquisszal együtt áramvonalasabb külsőt kapott az 1988-as modellévben, majd 1990-ben új műszerfal, ajtókárpit és kormányoszlop került bele, az elektromos ablakemelő és a vezetőoldali légzsák pedig alapfelszereléssé vált. Ez volt az utolsó amerikai autó, melybe nyitható pillangóablak került.

## Első generáció (1991–1997)

### 1991–1994
1991 márciusában – 1992-es modellként – került bemutatásra az új Ford Crown Victoria, az LTD előtagot elhagyva. Ez már egy új formavilágú, kerekdedebb karosszériával és nyolc ablakkal készült autó volt, mely néhány elemében erősen emlékeztetett a szintén ez idő tájt debütált második generációs Taurusra. Az átalakított karosszériának köszönhetően a Crown Victoria légellenállási együtthatója 0,41-ről 0,34-re csökkent és felfüggesztése is komoly újításokon esett át. Az új kocsi iránt akkora volt a kereslet, hogy a Ford az első 14 hónapban szüneteltette a flottaeladásokat, hogy a magánszemélyek megrendeléseit teljesíteni tudja. A vásárlói ízlés változása miatt az LTD Crown Victoriához köthető Country Squire gyártása befejeződött, mivel a családos vásárlók inkább az Aerostar és az Explorer modelleket választották.

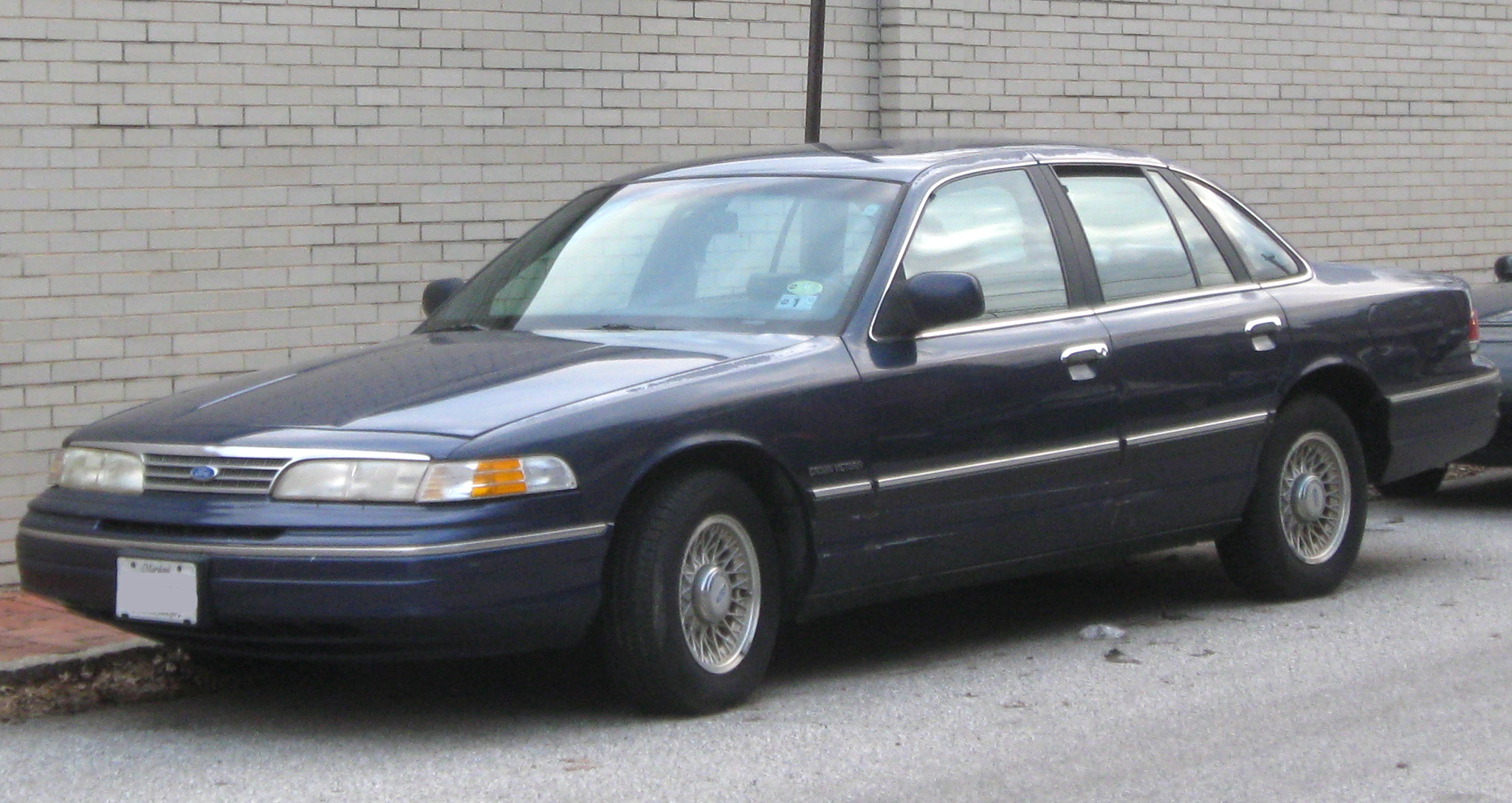
1993 és 1994 közötti Crown Victoria

Az 5,0 és 5,8 literes Windsor V8-as motorokat egy felső vezérműtengelyes, injektoros, 4,6 literes V8-as Modular-motor váltotta. A Mercury Grand Marquison és a Lincoln Town Caron kívül nem volt még egy olyan autó, mely ebben az árkategóriában ehhez hasonló motort kínált volna. Az 1991-es Lincoln Town Carban debütált új motorral az volt a Ford célja, hogy az 5,0 literesnél nagyobb teljesítményt, de kisebb fogyasztást érjen el. A Modular-motor könnyebb súlyának és az alumínium motorháztetőnek köszönhetően ezt sikerült is elérnie. Az ABS és a kipörgésgátló extraként volt rendelhető a Crown Victoriához, az első évben a vásárlók 60%-a volt hajlandó felárat fizetni ezekért a felszerelésekért. Az alapfelszerelésnek számító vezetőoldali légzsák mellé az 1992-es modellév végétől utaslégzsák is rendelhető volt, 1994-től pedig ez is alapfelszereléssé vált.
A szakírók leggyakrabban a hűtőrács nélküli, Ford Taurushoz hasonló orrot kritizálták a Crown Victoria esetében, ezért az 1993 utáni modellekre már került hűtőrács. Ennek mindössze esztétikai értéke volt, mivel a hűtés a korábbi modellek esetében sem okozott gondot. Ugyanebben az évben a két hátsólámpa közé fényvisszaverő csík került.

#### Touring Sedan
1992-ben megjelent a sportos, Touring Sedan nevű változat, megnövekedett, 210 lóerős (157 kW) teljesítménnyel, dupla kipufogóval, szélesebb kerekekkel, hátsó légrugóval és a rendőrségi változathoz hasonló felfüggesztéssel a jobb irányíthatóság érdekében. Később sebességfüggő kormányzással és elektronikus sebességszabályozó nélkül is kapható volt ez a verzió, ami még a rendőrautó változat esetében sem volt elérhető.
A kocsihoz továbbá kéttónusú fényezés, bőrbelső, könnyűfém felni és az akkoriban elérhető minden extra járt. 1993-ban befejeződött a Touring Sedan gyártása, mivel a rendőrségi eladások fontosabbak voltak a gyártó számára. Létezett még egy Handling and Performance (kezelhetőség és teljesítmény) nevű változat is, mely nélkülözte a Touring Sedan luxusfelszereléseit.

### 1994–1997

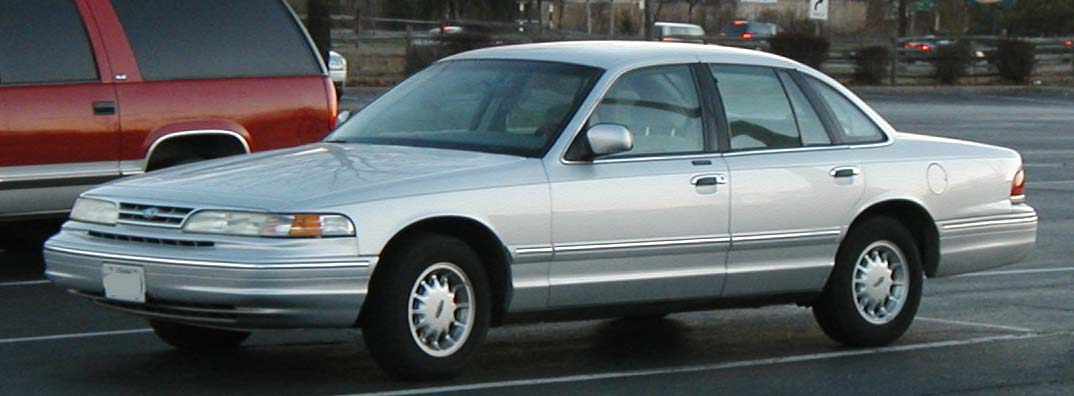
1995 utáni modell

1994-ben egy kisebb modellfrissítésen esett át a kocsi, mely során új hűtőrácsot, hátsólámpákat és megújult műszerfalat kapott. A hátsólámpák átalakítása miatt a hátsó rendszámtábla a lökhárítóról a két lámpa közé került. A vásárlók jobban fogadták a Crown Victoria változásait, mint a General Motors által megújított Chevrolet Caprice-t, melynek gyártása néhány éven belül be is fejeződött, így a Ford egyértelműen átvette az uralmat a nagyautók piacán az amerikai gyártók között.
Az 1996-os modellévtől kétfajta felszereltségi csomag volt elérhető: az alap és az LX. Az ABS és a kipörgésgátló továbbra is csak a feláras változatban volt elérhető, a rejtett rádióantenna, a fűthető hátsóablak és a színezett üvegek azonban az alapfelszereltség részei lettek és innentől kezdve minden autóhoz egy darab univerzális kulcs járt, mely a kocsin lévő összes zárat nyitotta. Az LX modellekhez kapható volt automata klímavezérlés és JBL hangrendszer is. 1997-ben kisebb változtatásokon esett át a kocsi a jobb manőverezhetőség és közvetlenebb kormányzás érdekében, majd 1998-ban bekövetkezett a generációváltás.

## Második generáció (1998–2011)

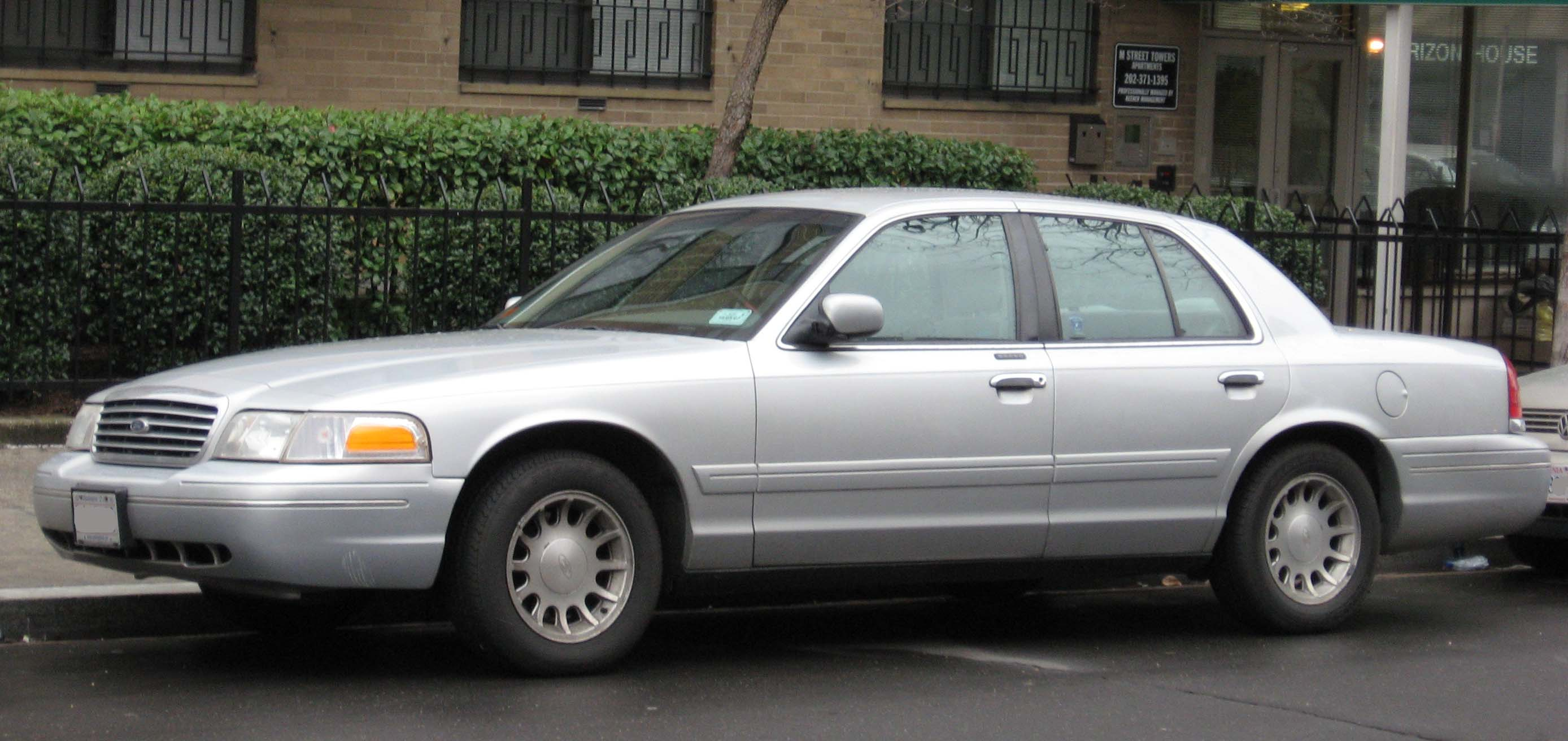
1998 és 2002 között Crown Victoria LX

Az 1998-as modellévben mutatta be a Ford a Crown Victoria második – és egyben utolsó – generációját. Ez a változat már nem a Taurusra hasonlított, hanem a népszerűbb Mercury Grand Marquisszal osztozott sok dizájnelemében. A két kocsi külseje között mindössze annyi volt a különbség, hogy a Crown Victoria nagyobb fényszórókat, más lökhárítókat és szögletesebb hűtőrácsot kapott. Belsőterük a kormánytól eltekintve szinte teljesen egyforma volt.
A Crown Victoria második generációja új, négylengőkaros hátsó felfüggesztést kapott, Watt lengőkarokkal, melynek köszönhetően vontatási képessége romlott, úttartása és kezelhetősége viszont javult. A kocsi nagyobb fékeket is kapott, ami miatt 16 colos kerekek kerültek rá. A rendőrségi változatra az addigi teljes dísztárcsák helyett csak központi porvédő sapkák kerültek, az Explorerhez hasonlóan. A kocsi gyertyán ülő gyújtótekercses (coil-on-plug) gyújtást kapott a hagyományos gyertyakábeles helyett. Ezt a megoldást a Taurus SHO-tól kölcsönözte a Crown Victoria.
1999-ben három új szín jelent meg a választható fényezések között, az ABS pedig az alapfelszerelés része lett. A következő évben a csomagtartó belsejébe biztonsági okokból egy vésznyitó került, a hátsó ülésekhez pedig gyermekülés-rögzítőket szereltek, 2001-ben pedig állítható pedálokkal bővült a kínálat és a motor teljesítménye is megnőtt. 2002-ben alapfelszereléssé váltak a gumiszőnyegek és a kárpitosmunka minősége is javult, az extralistára pedig felkerültek a fűthető külső tükrök.

### 2003: Komoly mechanikai változtatások
A 2003-as modellévtől a karosszéria hidroformált acélból készült. Az első és a hátsó felfüggesztés is teljesen átalakult, mivel az 1960-as évek óta használt kétcsöves lengéscsillapítókat lecserélték a frissen feltalált egycsövesek. Előre emellett alumínium kormánykarok kerültek, a kormánymű pedig fogasléces lett a korábbi golyósoros megoldás helyett. A hátsó felfüggesztésnél a lengéscsillapítók az alváz rácsain kívülre kerültek, ezzel javítva az autó kezelhetőségét és könnyebbé téve az alkatrészek cseréjét, mely különösen a rendőrautóknál volt előnyös. A motor teljesítménye tovább nőtt, mivel kopogásérzékelő szenzor került rá a hatékonyabb működés érdekében. Felárért rendelhetőek voltak olyan első ülések, melyekben beépített, a fejet és a testet védő légzsákok voltak.

#### Változások évről évre

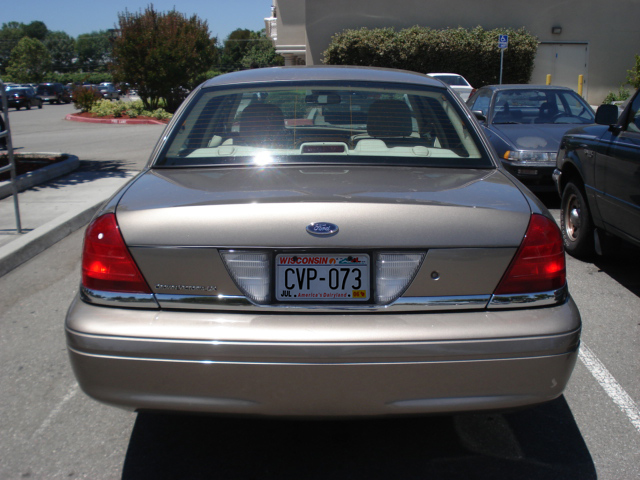
2004-es Crown Victoria LX hátulról

2004-ben a Ford újrahangolta a sebességváltót a jobb gyorsulás érdekében és megújította a felárért rendelhető tetőkonzol kinézetét. Az autóhoz rendelhetőek voltak ragasztott üvegek, melyek nehezebbé tették az ablakok betörését az autótolvajok számára, csökkentették a balesetek során keletkező üvegszilánkok által okozott sérülések veszélyét, csökkentették az út- és szélzajt, kiszűrték az UV-sugarakat és védték a belsőteret a hőtől.
A Crown Victoria második generációjának karosszériája változatlan maradt, de néhány részlet azért változott a kocsi külsején az évek során. 2005-ben például a hátsó ablakkeretbe épített rádióantenna helyett korbácsantenna került a kocsi hátuljára. A 2005-ös modellek emellett új kormánykereket, elektromos gázpedált és analóg kilométerszámlálót kaptak, az extralistán pedig megjelent az elektromos napfénytető és a 6 CD-s hi-fi.
2006-ban aztán ismét eltűnt a korbácsantenna és helyét a rejtett, hátsó ablakkeretbe rejtett antennák vették át. Emellett a műszerfal is átalakult, korszerűbb kilométeróra került rá és története során először a Crown Victoriához fordulatszámmérő is járt. Az LX modelleken alapfelszereléssé vált a fedélzeti számítógép, új extraként pedig egy modern riasztórendszert kínált a gyár.
A 2007-es modellévre az LX Sport felszereltség kikerült a kínálatból, de nem sokkal később minden, eddig csak az LX Sportban elérhető extra hozzáférhető lett a Premium Sport-Handling and Performance csomagban. A CD-s rádiósmagnó, a kulcs nélküli ajtónyitás és a nappali menetfény minden modell esetében az alapfelszereltség része lett. Felárért cserébe oldallégzsák is kérhető volt a kocsihoz, a jobb utasvédelem érdekében oldalról történő ütközés esetén.

### 2008–2011: Flottaeladások

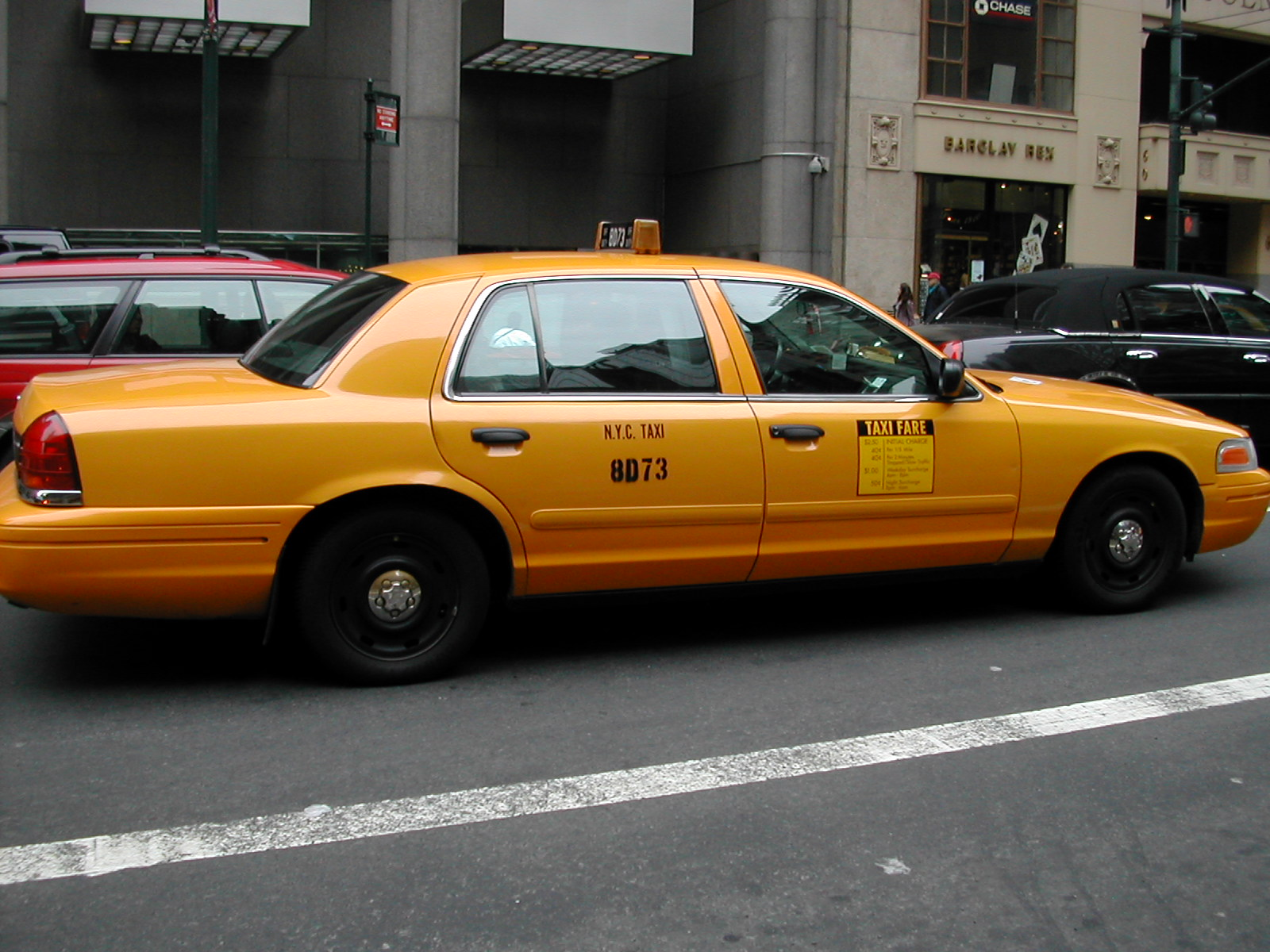
Hosszított tengelytávú Crown Victoria New York-i taxiként

2007 januárja és szeptembere között mindössze 3000 Crown Victoria került magánszemélyekhez, míg testvérmodelljéből, a Mercury Grand Marquisból 38 280 darab fogyott ezalatt az idő alatt. 2007-ben az eladott Crown Victoriák 95%-a flottavásárlóknál talált gazdára, ezért a 2008-as modellév kezdetével a kocsi csak az ő számukra maradt elérhető, a magánvásárlók piacán a Grand Marquis vette át a helyét, kivéve a Közel-Keleten, ahol mindkét kocsi megvásárolható maradt a magánemberek számára is. 2007. június 21-én a modell lekerült a Ford magánvásárlóknak szóló honlapjáról, valószínűleg azért, hogy a gyár hatékonyabban népszerűsíthesse a 2008-as Ford Taurust. Mivel az autó már csak a flottavásárlók számára volt hozzáférhető, megszűntek az olyan különleges változatok, mint az LX Premium Sport and Handling és a Handling and Performance, így Észak-Amerikában az egyetlen dupla kipufogós Crown Victoria a rendőrségi verzió maradt.
A Ford a hírek szerint bejelentette, hogy 2009-ben megújítja a Crown Victoriát és a Mercury Grand Marquist is és az is szóba került, hogy 200 millió dollárt költ majd Kanadában gyártott autói korszerűsítésére. Végül azonban semmilyen különleges változtatás nem történt a 2009-es Crown Victorián és a többi fejlesztésre sem került sor.
2009-ben még egy változat, a Standard nevű alapmodell is kikerült a kínálatból, hogy a flottavásárlók kénytelenek legyenek legalább az LX felszereltségi csomagot megvenni. Annak érdekében, hogy az autót kelendőbbé tegye, a gyár ötküllős könnyűfém felniket adott hozzá, melyek korábban csak az LX Premium Sport and Handling csomaghoz jártak. Az addig használt kilencküllős kerekek a Közel-Keletre kerültek és az ottani LX modellekre szerelték őket. Az elektromos gázpedál és az oldallégzsák minden Crown Victoriában alapfelszerelés lett, ezzel egységesítve a kínálatot ebből a szempontból, így csökkentve a gyártási költségeket. Az Egyesült Államokban 2011 volt a Crown Victoria utolsó éve, mivel az autó nem felelt meg a szigorodó biztonsági előírásoknak az elektromos menetstabilizátor hiányában, így tilos volt folytatni eladásukat. A 2012-es modellévre készült darabok így mind exportálásra kerültek a Közel-Keletre.

## A gyártás befejezése

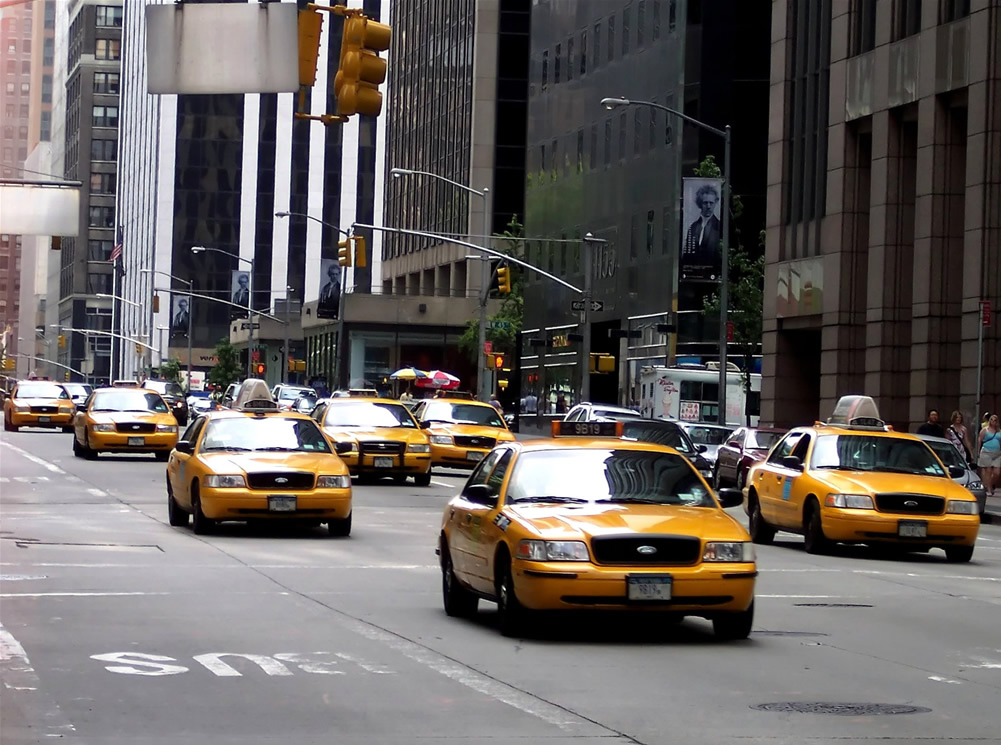
Bár gyártása már befejeződött, az autó jelenleg is népszerű a taxitársaságok körében

A Crown Victoria hozzáférhetősége már 1999-ben elkezdett csökkenni, amikor a Ford megszüntette Mercury márkanév alatti autóinak árusítását Kanadában. Innentől kezdve az országban a Crown Victoria csak a flottavásárlók számára volt elérhető, a magánvásárlók piacán a Ford márkanév alatt árult Mercury Grand Marquis vette át a helyét. A 2007-es modellév után a Ford Taurus került a helyére. 2000-től kezdve a gyártás befejezéséig az Amerikai Egyesült Államokon kívül egyedül a Közel-Keleten – főképp Szaúd-Arábiában és Kuvaitban – volt megvásárolható a Crown Victoria magánszemélyek számára is.
A 2000-es évek elején a Ford kifejlesztette a Volvo alapokon nyugvó Five Hundredet, hogy leváltsa a Crown Victoriát a magánvásárlók piacán. Mivel azonban a gyár a továbbiakban is biztosítani szerette volna dominanciáját az olyan flottavásárlók körében, mint a rendőrség és a taxivállalatok, az autó gyártása tovább folytatódott. Azok számára, akik magánvásárlóként egy hátsókerék-meghajtású nagyautóra vágytak, elsősorban a Mercury Grand Marquist ajánlotta a Ford, aminek köszönhetően alaposan megcsappant Crown Victoriák eladása a magánvásárlók piacán. Miután a Five Hundredet megújították és 2008-tól kezdve Ford Taurusként árulták tovább, a Fordnál megszületett a döntés, miszerint a Crown Victoria gyártását hamarosan teljesen befejezik. A Crown Victoria, a Mercury Grand Marquis és a Lincoln Town Car gyártásának befejezését végül 2011 végére tűzte ki a gyár. A magánvásárlók között a Ford Taurust és a Lincoln MKS-t kínálták azoknak, akik a jövőben nagyautót szerettek volna vásárolni, míg a Ford Crown Victoria Police Interceptor a Ford Taurus Police Interceptort ajánlotta a rendőrség figyelmébe a Ford. A taxitársaságokat is megpróbálta rávanni a gyár, hogy a Crown Victoriák helyett használják a Ford Transit Connect taxiváltozatát, de a cégek túlnyomó többsége nem volt hajlandó a kisebb autóra váltani. Kipróbálás után sok sofőr és utas panaszkodott rázósabb, kényelmetlenebb utazásra és kicsi hátsó lábtérre.
A 2011. augusztus 31. után gyártott Crown Victoriák 2012-es modellnek számítanak, a 2012-es modellévtől pedig az amerikai biztonsági előírások kötelezővé tették minden új autó esetében az elektromos menetstabilizátort. Ennek hiányában a Crown Victoriát tilos volt a továbbiakban az Egyesült Államok kereskedéseiben árulni, így minden ezután készült modell exportálásra került. Az utolsó darab 2011. szeptember 15-én gördült le a gyártósorról és végül Szaúd-Arábiába került. Miután a Ford befejezte a Panther-alvázra épülő modelljei gyártását, a kanadai St. Thomas üzem bezárt, ezzel több ezer ember maradt munka nélkül.

## A külföldi piacokon

### Kanada
1999 volt az utolsó év, amikor Kanadában magánszemélyek újonnan megvásárolhatták a Crown Victoriát. Ezután csak rendőrautó és taxi változatban volt elérhető a kocsi az országban. Időnként előfordult, hogy Amerikából behozott használt, 2000 utáni modelleket is kínáltak a kereskedések és a flottákból leselejtezett rendőrautók és taxik is megvásárolhatók voltak árveréseken. A Mercury Grand Marquis és a Lincoln Town Car árusítása azonban tovább folytatódott. A 2008-as modellévtől már csak utóbbi volt elérhető a Ford és Lincoln kereskedésekben.

### Közel-Kelet
A nagyméretű amerikai szedánok már hosszú ideje tagjai a közel-keleti országok gépkocsiparkjának. Miután a Chevrolet Caprice gyártása 1996-ban befejeződött, a nagyautóra vágyók legfőképpen a Crown Victoria és a Mercury Grand Marquis közül választottak. A General Motors szeretett volna ismét komoly bevételeket generálni a közel-keleti piacokon, ezért 1999-ben visszatért a Holden Caprice-szal, de a Ford Panther-alvázra épülő autói továbbra is népszerűek maradtak, különösen Kuvaitban és Szaúd-Arábiában.

#### Modellek és felszereltségek
A Közel-Kelet országaiban a For Crown Victoria a következő felszereltségi csomagokban volt kapható:
- Standard
- Sport
- Standard Long-Wheelbase
- LX
- LX Sport

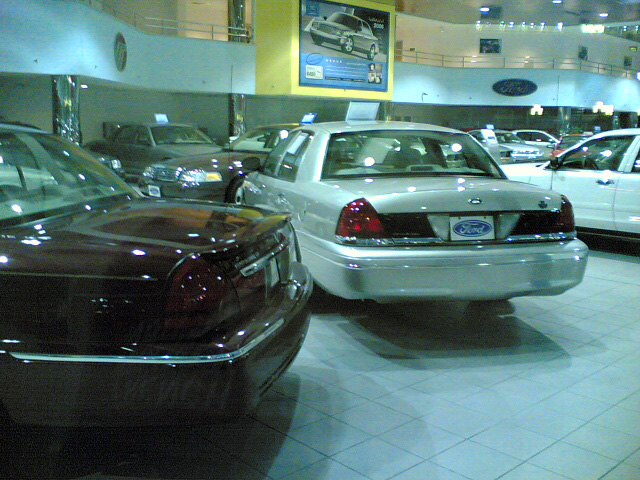
Crown Victoriák egy kuvaiti kerekedésben

Kuvaitban a piac kis mérete miatt a kereskedők úgy döntöttek, hogy inkább a jobb eladási adatokat produkáló Mercury Grand Marquisra koncentrálnak, ezért 2000 után a Crown Victoriából már csak a Standard és a Standard Long-Wheelbase nevű változat volt elérhető.
A különböző extrák és felszereltségek országról-országra változtak, de a következők többnyire minden közel-keleti országban az alapfelszereltség részei voltak a 2011-es modellévben:
- Dupla kipufogórendszer (kivéve a hosszú tengelytávú Standard Long-Wheelbase modellnél)
- 17 colos, ötküllős alumínium felnik, P235/55HR17 méretű négyévszakos gumiabroncsokkal (az LX modelleken 16 colos, kilencküllős alumínium felnik, P225/60VR16 méretű négyévszakos gumiabroncsokkal)
- Kulcs nélküli ajtónyitás (kivéve a Standard Long-Wheelbase modellnél)
- 40/20/40 arányban osztott hátsóülés, hátsó szellőzők, nyolcféleképpen állítható elektromos vezetőülés, négyféleképpen állítható manuális utasülés (az LX Sport modellhez nem jártak hátsó szellőzők)
- Sebességszabályozás
- AM/FM rádió, kazetta- és CD-lejátszóval. (a Standar Long-Wheelbase modellhez nem járt CD-lejátszó).

A Crown Victoriához öt évre vagy 200 ezer kilométerre szóló garanciát vállaltak a helyi kereskedők. A Standard és a Standard Long-Wheelbase változatokhoz rendelhető volt a rendőrautókról ismert vezetőoldali pásztázófény. A Sport és az LX Sport modelleken alapfelszerelés volt a Mercury Marauder hátsó légterelő szárnya, míg a Standard és az LX verziókhoz extraként rendelhető volt. A 2007-es modellévtől a Sport, LX és LX Sport felszereltségekhez rendelhető volt egy DVD-lejátszó szórakoztató rendszer, mely az Export DVD Entertainment System nevet kapta.
Az amerikai modellek esetében Handling and Performance Package nevű sportcsomag a Közel-Keleten Export Handling Package-ként (EHP) szerepelt. A különbség annyi volt, hogy eltérő volt a két változat differenciálművének áttétele és, hogy a közel-keleti országokban a dupla kipufogórendszer az alapfelszereltség része volt. Az EHP csomag a sportosságot és a jobb kezelhetőséget szolgáló futómű beállításokat tartalmazott, nagyobb keresztstabilizátorral. A Sport és az LX Sport modellek esetében az EHP csomag az alapfelszereltség része volt, míg az LX-hez felárrt cserébe volt rendelhető. A Standard és a Standard Long-Wheelbase változatokhoz egyáltalán nem lehetett megrendelni ezt a csomagot.

#### 2008 "Special Edition"

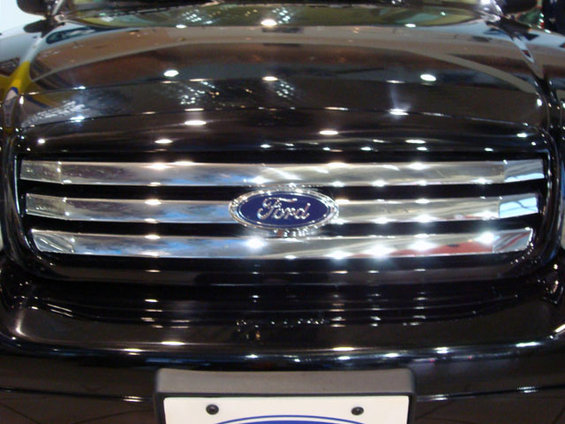
A Special Edition háromcsíkos hűtőrácsa

Mivel a második generációs Crown Victoria 1998-as bemutatása óta nem történt jelentősebb változtatás a kocsi külsejét illetően, a Ford 2008-ban egy új, főleg külső kiegészítőket kínáló csomag, a Special Edition bevezetésével szerette volna fenntartani közel-keleti vásárlói figyelmét. A Special Edition csomag csak a Standard, azaz az alapmodellhez volt kérhető és a következő extrákat nyújtotta:
- Új, háromcsíkos hűtőrács
- Mercury Marauder hátsó szárny
- Krómcsík az első rendszám alatt a lökhárítón
- Krómcsík a csomagtartófedélen, a Ford embléma alatt
- "Special Edition" felirat az első sárvédőkőn, a csomagtartófedélen és a műszerfalon
- Kazetta és CD lejátszására alkalmas prémium fejegység

A fentieken kívül a Special Edition változatok teljesen megegyeztek a Standard modellekkel. Kuvaitban az ilyen kocsik kizárólag fekete színben voltak kaphatóak és átszámítva körülbelül 5 millió forintba kerültek.

## Különleges változatok

### Police Interceptor (1998–2011)

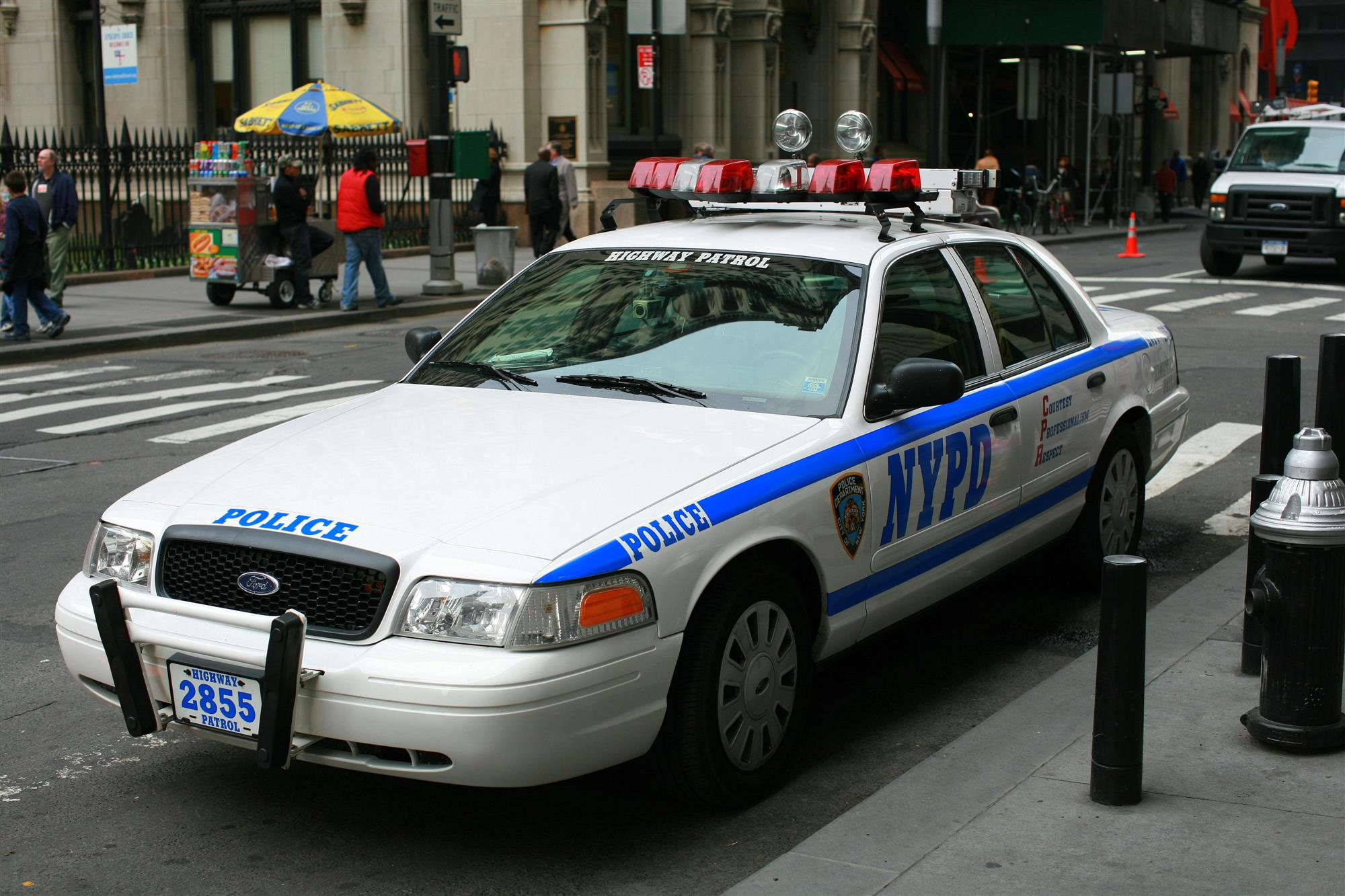
Ford Crown Victoria Police Interceptor

Az első generációs Crown Victoriából készült rendőrautók a Crown Victoria P71 nevet viselték, a második generáció megjelenésével azonban ez Crown Victoria Police Interceptor-ra (rendőrségi elfogó) változott. A Police Interceptor felirat fel is került a kocsik hátuljára, kivéve a Street Appearance csomagban készülő, civil autónak álcázott változatokban, azokon a Crown Victoria felirat volt látható, a hagyományos modellekhez hasonlóan. A Police Interceptorok fekete hűtőrácsot és fekete gallytörőket kaptak, és a csomagtartófedél alsó része is fekete lett a két hátsólámpa között. A 2000 utáni modelleken a hátsólámpák alá is egy fekete csík került az addigi krómsáv helyére. Az 1999 és 2000 közötti változatok ugyanazt a hűtőmaszkot kapták, mint a hétköznapi Crown Victoriák, csak fekete változatban, 2001-től azonban egyedi, méhsejt mintázatú hűtőrács került rájuk.
Ezek mellett a Police Interceptor változatokat műszaki szempontból is felkészítették a keményebb igénybevételre és az újabb modellek különleges biztonsági kiegészítőket is kaptak a kilyukadó üzemanyagtartály okozta veszély elhárítására. A Crown Victoria Police Interceptor jelenleg is kedvelt modell sok amerikai város rendőrségénél megbízhatósága miatt. Amikor biztossá vált, hogy gyártása 2011-ben befejeződik, sok város, például a texasi Austin nagy mennyiségben rendelt a rendőri flottájába Crown Victoriákat.

### Hosszú tengelytávú változat (2002–2011)
2002-ben a Ford bemutatta a Crown Victoria hosszított tengelytávú változatát, mely az észak-amerikai piacokon kizárólag a flottavásárlók számára volt elérhető. Leggyakrabban a taxivállalatok rendeltek belőle. A kocsi tengelytávja 152 mm-rel volt nagyobb, mint a hagyományos változaté, köszönhetően az új alváznak és a hosszabb karosszériának. Ebből a verzióból nem készült Police Interceptor, de 2002 és 2004 között a rendőrség is megvehette Street Appearance csomagban, azaz civil autónak álcázva.
A Közel-Keleten a Crown Victoria és a Mercury Grand Marquis hosszított tengelytávú változata is hozzáférhető volt a magánvásárlók számára is.

## Biztonsági és műszaki kockázatok

### Üzemanyagtank
A Crown Victoriát a maga idejében meglehetősen biztonságos autónak tartották, de az 1990-es és a 2000-es években több per is indult a Ford ellen, mivel a Crown Victoria és testvérmodelljei tankja nagy erejű ütközés esetén hajlamos volt elrepedni, ami üzemanyag-szivárgást, ezzel együtt tűz- és életveszélyt okozott. Erre akkor volt a legnagyobb esély, ha a kocsit hátulról érte nagy ütés, aminek a Crown Victoria esetében az átlagosnál nagyobb volt a veszélye a gyakori rendőrségi használat miatt, hiszen a rendőrautóknak gyakran kell nagy sebességgel közlekedniük és szabálytalanul közlekedő autókat megállásra bírniuk. Ráadásul közúti igazoltatásnál az amerikai szabályok szerint a megállított járműhöz képest kijjebb, az úthoz közelebb kell leparkolniuk, hogy védjék azt a forgalomtól.
A kockázatot tovább növelte, hogy a rendőrségi átalakítások miatt gyakran átfúrásra került a kocsi csomagtartójának belseje. A fúrások során előfordult, hogy megsérült a tank, ráadásul a különleges felszerelések rögzítésekor használt csavarok is könnyedén átlyukaszthatták azt egy hátulról történő ütközés esetén. Mindemellett a vizsgálatok azt is kimutatták, hogy az olyan, nem rögzített felszerelések, mint például egy kerékkulcs szintén könnyedén elszabadulhatnak a csomagtartón belül és akár ezek is felsérthetik a tartályt ütközés esetén. A Ford először egyetlen védőlemezt kínált megoldásként, majd visszahívta a kocsikat és biztonságosabbá tételük érdekében megjelölte azokat a pontokat a csomagtartó belsejében, ahol nem ajánlatos fúrni és több helyen is kevlar védőlemezeket helyezett el, ráadásul a csomagtartó bélése is kevlar-alapú lett. A 2005 utáni Police Interceptor modellekbe beépített tűzoltókészülék is került, de a Ford felhívta a figyelmet arra, hogy a túl nagy mennyiségű üzemanyag-szivárgás vagy túl erős ütközés esetén ezt sem nyújt száz százalékos védelmet.
Bár a Fordot többször is beperelték tűzesettel járó balesetek kapcsán, a Crown Victoriával kapcsolatos esetekben egyszer sem találták bűnösnek.

### Hibás szívócsonk
Az 1996 és 2001 közötti modellek szívócsonkja teljes mértékben kompozitanyagokból készült és hajlamos volt az elrepedésre, ami a hűtőfolyadék szivárgását okozta. 2002-től újfajta szívócsonkot kaptak az autók, ami megoldotta a problémát, de a korábbi modellek gyakori hibája miatt perbe fogták a Fordot. 2005. december 17-én született megegyezés, melynek értelmében a Ford kártalanítást vállalt azoknak, akik 90 napon belül jelentkeztek. Emellett a tulajdonosoknak lehetőségük volt lecseréltetni régi szívócsonkjukat az újra és a gyár minden a kérdéses időszakban gyártott és eladott modellje garanciáját automatikusan meghosszabbította hét évre a vásárlás időpontjától számítva. Az eset a Crown Victoria testvérmodelljeire, a Mercury Grand Marquisra és a Lincoln Town Carra is vonatkozott néhány más autó mellett.

## Külső hivatkozások
- Ford Crown Victoria a Cars.com-on
- A Ford Crown Victoria filmekben
- Magyar cikk a Police Interceptorról